# The Days of Terror; or, In the Reign of Terror
The Days of Terror; or, In the Reign of Terror è un cortometraggio muto del 1912 diretto e interpretato da Charles Kent.

## Produzione
Il film fu prodotto dalla Vitagraph Company of America.

## Distribuzione
Distribuito dalla General Film Company, il film - un cortometraggio in una bobina - uscì nelle sale cinematografiche statunitensi il 14 giugno 1912.